# Associação de Futebol de Trindade e Tobago
A Associação de Futebol de Trindade e Tobago (em inglês: Trinidad and Tobago Football Association, ou TTFA) é o órgão dirigente do futebol em Trindade e Tobago. Ela é a responsável pela organização dos campeonatos disputados no país, bem como da Seleção Nacional.